# A opta minune a lumii
Se vorbește despre o a opta minune a lumii atunci când sunt edificate construcții colosale ori cu o arhitectură „curajoasă”. Acest termen este folosit ca superlativ; chiar dacă minunile lumii vor fi, prin tradiție, în număr de șapte, întotdeauna ingeniozitatea umană va da naștere unor noi și noi edificii care vor putea primi titlul de „cea de-a opta minune a lumii”.

## În cultura de masă

### Muzică
- Angela Similea și Corina Chiriac – „A opta minune” (compozitor: Marius Țeicu, textier: Mihai Maximilian)[1]

### Sport
- În WWF, wrestlerul André the Giant (André René Roussimoff) era numit a opta minune a lumii, datorită staturii sale impunătoare (2,24 metri și 240 de kg).

## Manuscris
- Codex Gigas